# Marie Léonie Vanhoutte

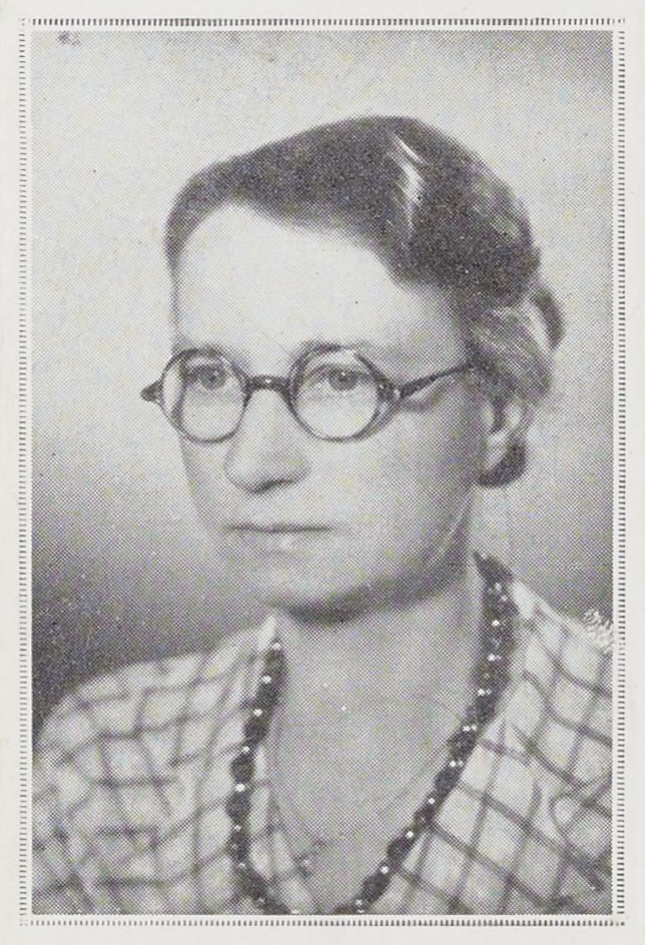
Léonie Vanhoutte (1937)

Marie Léonie Vanhoutte, auch bekannt unter dem Pseudonym Charlotte Lameron, (* 13. Januar 1888 in Roubaix, Frankreich; † 4. Mai 1967 in Boulogne-Billancourt, Frankreich) war eine französische Widerstandskämpferin und Geheimagentin während des Ersten Weltkriegs.

## Leben und Werk
Vanhoutte war die Tochter von Désiré Vanhoutte und Léonie Vandersteegere. Sie erhielt eine Ausbildung zur Krankenpflegerin beim Roten Kreuz und im August 1914 war sie bei der Ausrüstung von Krankenwagen beteiligt. Während des deutschen Einmarsches benutzte sie ihre Armbinde und ihre Krankenschwesternkarte für ihre erste Reise als Schmugglerin für ihren Bruder. Sie wanderte 70 km von Roubaix nach Gent und durchquerte dabei das besetzte Belgien, um das freie Holland zu erreichen, wohin sie vier Männer in die Freiheit führte. Sie kehrte allein mit zahlreichen Briefen zurück, die sie trotz des Verbots der Deutschen, die den Briefverkehr überwachten, verteilte. Während einer weiteren Reise sammelte sie Informationen über Truppenbewegungen und feindliche Standorte. Sie konnte sich relativ frei durch das von den Deutschen besetzte Gebiet bewegen und nutzte den Krankenschwesternstatus, um Informationen zu sammeln. Sie nutzte ihre Reisen nach Bouchaute, Gent und Roubaix, um Nachrichten an Soldatenfamilien weiterzugeben und Post zuzustellen. Außerdem hielt sie das britische Militär mit Informationen über deutsche Truppenbewegungen und strategische Standorte auf dem Laufenden. Während des Ersten Weltkriegs zeichneten sich einige Krankenschwestern dadurch aus, dass sie eine wichtige Rolle in Spionagenetzwerken spielten und ihre Tätigkeit als Tarnung nutzten. Sie beteiligten sich aktiv an der Einrichtung von Fluchtwegen für alliierte Kriegsgefangene und der Informationsbeschaffung über die Stellungen deutscher Truppen, insbesondere in Belgien und Nordfrankreich.

## Alice-Netzwerk
Im Februar 1915 lernte Vanhoutte Louise de Bettignies (alias Alice Dubois) auf Schloss Prouvost-Masurel in Mouvaux kennen. De Bettignies leitete das im Norden Frankreichs von den Engländern finanzierte Widerstandsnetzwerk Alice. Vanhoutte arbeitete unter den Anweisungen von de Bettignies unter dem Pseudonym Charlotte Lameron. Gemeinsam sammelten sie Informationen, verschickten geheime Korrespondenz und organisierten die Durchreise einer großen Zahl englischer, belgischer oder französischer Soldaten, die vor den deutschen Linien aus den besetzten Gebieten Nordfrankreichs und Belgiens geflohen waren. Verschlüsselte Botschaften verstecken sie in dem Saum einer Jacke, in Farbtuben, in den Absätzen von Schuhen oder in Mundharmonikalöchern.

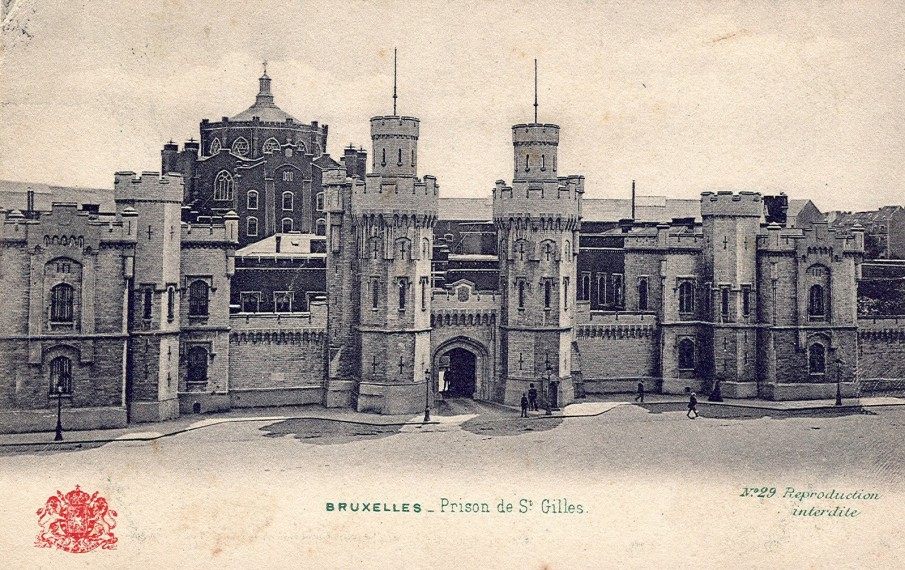
Postkarte des Gefängnisses Saint-Gilles (Brüssel, Belgien), erbaut zwischen 1878 und 1884

Am 24. September 1915 wurde Vanhoutte in Brüssel gefangen und verhaftet. De Bettignies wurde im Oktober 1915 in Froyennes bei Tournai verhaftet. Beide Frauen wurden im Gefängnis Saint-Gilles in Brüssel inhaftiert und von den Deutschen befragt und man versuchte sie zum Verrat des Netzwerks zu zwingen.
Am 15. März 1916 waren die beiden Frauen und andere Gefangene Gegenstand eines Scheinprozesses, der im Senatssaal des Abgeordnetenhauses in Brüssel stattfand. Ursprünglich zum Tode verurteilt, wurde das Urteil am nächsten Tag von General Moritz von Bissing, dem deutschen Generalgouverneur von Belgien, umgewandelt. De Bettignies wurde zu lebenslanger Haft und Vanhoutte zu fünfzehn Jahren Zwangsarbeit verurteilt. Beide Frauen wurden dann nach Siegburg in Deutschland deportiert. De Bettignies starb am 27. September 1918 an Rippenfellentzündung und Vanhoutten erkrankte an Typhus. Am 8. Oktober 1918 befreiten französische und belgische Flüchtlinge Vanhoutten und die anderen Gefangenen.
1920 lernte sie den Journalisten und Direktor der Revue française Antoine Rédier kennen. Am 19. Juli 1934 heiratete sie in Paris Redier im Beisein von General Max Weygand, General Henri Gouraud und Minister André Tardieu. Das Paar lebte dann in Paris und kam oft nach Hauteville-sur-Mer zum Familienbesitz der Familie Redier.
Mit der Hilfe ihres Mannes half sie jungen Franzosen, darunter auch ihrem eigenen Sohn, über die spanische Grenze zu gelangen. In den 1960er Jahren zog sie in ein Erholungsheim in Boulogne-Billancourt, da ihr Gesundheitszustand durch die harten Haftbedingungen in Deutschland schon früh beeinträchtigt war.
Vanhoutte starb 1967 im Alter von 79 Jahren und wurde auf dem Friedhof von Hauteville begraben. Der Platz in der Nähe der Kirche von Hauteville-sur-Mer trägt ihren Namen.
Der Bestseller der New York Times und der USA Today, der historische Roman The Alice Network der amerikanischen Autorin Kate Quinn aus dem Jahr 2017, basiert auf dem realen Spionagering Alice Network aus dem Ersten Weltkrieg und beschreibt eine fiktive Version von Vanhoutte.

## Orden und Ehrenzeichen
- 1918: Officer des Order of the British Empire (Vereinigtes Königreich)
- 1919: Croix de guerre (Frankreich)
- 1927: Ritter der Ehrenlegion (Frankreich)
- 1966: Offizier der Ehrenlegion (Frankreich)